# Whoa
"Whoa" é o segundo single do quarto álbum da rapper americana Lil' Kim, The Naked Truth (2005).

## Vídeo musical
No vídeo musical para a canção, Kim rouba um quadro de um museu de arte e, no dia seguinte, vai ao mesmo museu, e dá-se falta do quadro. Pouco tempo depois a música funde-se com outra música "Spell Ckeck", que em uma cena, Kim está cantando a canção na frente de um carro, e em outra cena, ela é vista sendo forçada a sair de seu carro. No final a polícia atira em Kim em uma parte traseira de um caminhão da polícia em um terno laranja. A canção termina abruptamente e o texto COMING HOME SOON ("voltando para casa em breve") aparece. Whoa é um diss-track para Junior M.A.F.I.A..
O vídeo para a canção "Stomp", de Maino, com Lil' Kim, começa onde o vídeo Whoa termina, com Maino tirando Kim fora do caminhão da polícia.

## Faixas
- UK Promo CD

1. "Whoa" (Amended Radio Edit) - 3:36
2. "Whoa" (Instrumental) - 4:13

- US/European Promo CD[1]

1. "Whoa" (Radio Version) - 4:15
2. "Whoa" (Video Version) - 4:15
3. "Whoa" (Explicit Version) - 4:14
4. "Whoa" (Instrumental) - 4:12

- US Whoa/Spell Check Promo CD

1. "Whoa" (Radio Version) - 4:15
2. "Whoa" (Video Version) - 4:15
3. "Whoa" (Explicit Version) - 4:14
4. "Whoa" (Instrumental) - 4:12
5. "Spell Check" (Radio Version) - 3:37
6. "Spell Check" (Explicit Version) - 3:37
7. "Spell Check" (Instrumental) - 3:37

- UK CD1[2]

1. "Whoa" (Explicit Album Version) - 4:10
2. "Whoa" (Josh Harris Radio Edit) - 3:45

## Desempenho nas paradas de sucesso
| Parada (2003)                                             | Melhor posição |
| --------------------------------------------------------- | -------------- |
| Estados Unidos - Billboard Bubbling Under Hot 100 Singles | 4              |
| Estados Unidos - Billboard Hot R&B/Hip-Hop Songs          | 30             |
| Estados Unidos - UK Singles Chart                         | 43             |